# Masdevallia fasciata
Masdevallia fasciata är en orkidéart som beskrevs av Heinrich Gustav Reichenbach. Masdevallia fasciata ingår i släktet Masdevallia och familjen orkidéer. Inga underarter finns listade i Catalogue of Life.